# Оксистибат ртути
Оксистибат ртути (другое название — пироантимонат (формула Hg2Sb2O7) — химическое соединение ртути красно-бурого цвета, плотность 9,5-10,5 Т/м³, молекулярная масса 756 а. е. м., температура плавления около 700 °C, при плавлении разлагается на ртуть, сурьму и кислород. Применяется в некоторых видах химической и нефтехимической промышленности как промежуточный реактив. Известен еще с древности, но до 19-го века применение находил исключительно как ртутная руда.

## Получение
Природный пироантимонат имеет довольно низкое качество, поэтому для промышленности он производится искусственно.
Далее раствор пироантимоната освобождается от воды.
Первый патент на производство пироантимоната был получен фирмой DuPont.

## Применение
В незначительных количествах находит применение как полупроводниковый материал, иногда применяется в разных реакциях обмена и замещения.

## В природе
Наличие в земной коре незначительно, встречается чаще всего вместе с киноварью, а также на месторождениях сурьмы.

## Биологическая роль
Очень ядовит, при отравлении сочетает в себе токсикологические свойства своих компонентов, ртути и сурьмы.